# Piyušti
Piyušti (ili Piyusti) bio je kralj Hattuše (18. st. pr. Kr.). 
On se borio s Anittom, koji ga je pobijedio. Anitta je uništio Hattušu.